# Hermann Stadtmann
Hermann Stadtmann (* 26. Juli 1818 in Grüningen; † 14. März 1864 in Wetzikon) war ein Schweizer Politiker und Unternehmer. Von 1849 bis 1862 gehörte er dem Nationalrat an.
Stadtmann entstammte einer wohlhabenden Familie der ländlichen Oberschicht und war Sohn eines Gemeinderats von Grüningen. Er absolvierte das Gymnasium in Zürich und studierte Recht an der Universität Zürich. Das Mitglied der Zofingia war in Glattfelden als Direktor einer Spinnerei tätig, ebenso als Bezirksrichter sowie als Kassier und Verwalter der Sparkasse des Bezirks Hinwil. Von 1847 bis zu seinem Tod gehörte Stadtmann dem Zürcher Kantonsrat an. 1849 rückte er durch eine Nachwahl im Wahlkreis Zürich-Süd in den Nationalrat, 13 Jahre später trat er zurück.